# Aqualung
| 전문가 평가                                             | 전문가 평가 |
| 평가 점수                                               | 평가 점수   |
| 출처                                                    | 점수        |
| ------------------------------------------------------- | ----------- |
| AllMusic                                                | [ 1 ]       |
| Christgau's Record Guide                                | C+          |
| MusicHound Rock                                         | 4/5         |
| PopMatters                                              | 10/10       |
| Record Collector                                        | [ 5 ]       |
| The Rolling Stone Album Guide                           | [ 6 ]       |
| Zagat Survey Music Guide - 1,000 Top Albums of All Time | [ 3 ]       |
| The Daily Vault                                         | A           |

《Aqualung》은 1971년 3월 19일 크리설리스 레코드가 발매한 영국의 프로그레시브 록 밴드 제쓰로 툴의 네 번째 스튜디오 음반이다. 이 음반은 종교와 신의 구별이라는 중심 주제를 담은 콘셉트 음반으로 널리 평가되고 있지만, 이 밴드는 콘셉트 음반을 만들 의도가 없었고, 단 몇 곡만이 통일된 주제를 가지고 있다고 말했다. 한 평론가에 따르면, 이 음반은 "믿음과 종교에 대한 생각"을 담고 있으며, 이는 그를 위해 "수 백만 명의 록 청취자에게 도달한 가장 똑똑한 음반 중 하나"로 평가했다. 《Aqualung》의 성공은 밴드의 경력에 전환점을 의미했고, 이후 주요 라디오 및 투어 공연으로 발전했다.
런던의 아일랜드 레코드의 스튜디오에서 녹음된 이 음반은 정규 멤버로서 키보디스트 존 에반과 함께 한 첫 음반이었고, 새로운 베이시스트 제프리 해먼드와 함께 한 첫 음반이었고, 음반 발매 직후 밴드를 그만둔 클라이브 벙커가 드럼에 참여한 마지막 음반이었다. 밴드의 이전 작품에서 다소 벗어난 이 음반은 이전 음반보다 더 음향적인 소재를 담고 있으며, 가수 이언 앤더슨의 아내 제니가 찍은 템스 둑의 노숙자들의 사진에 영감을 받아 앤더슨 자신의 개인적인 경험과 함께 종교를 다루는 많은 반복적인 주제를 담고 있다.
《Aqualung》은 제쓰로 툴의 가장 많이 팔린 음반으로 전 세계적으로 7백만 장 이상이 팔렸다. 이 곡은 일반적으로 비평가들에게 좋은 평가를 받았고 몇몇 음악 잡지 베스트 오브 목록에 포함되었다. 이 음반은 두 개의 싱글 〈Hymn 43〉과 〈Locomotive Breath〉를 발매했다.

## 제작
〈My God〉는 1970년 4월 11일부터 12일까지, 〈Wond'ring Aloud〉는 6월 21일 모건 스튜디오에서 녹음되었다. 미국 투어 후에 베이시스트 글렌 코닉은 밴드에서 해고되었고, 이언 앤더슨의 오랜 친구인 제프리 해먼드로 대체되었다. 《Aqualung》은 그 밴드와 함께 한 해먼드의 첫 번째 음반이 될 것이다. 또한 존 에반이 밴드와 함께 정규 음반을 녹음한 것은 이번이 처음이며, 그의 유일한 선행 작업은 이전 1970년 음반인 《Benefit》에 키보드 파트를 제공하는 것이었기 때문이다. 12월에, 이 음반은 런던 베이싱 스트리트에 있는 아일랜드 레코드의 새로 문을 연 스튜디오에서 녹음된 첫 번째 음반 중 하나가 되었다. 레드 제플린은 그들의 제목 없는 네 번째 음반을 동시에 녹음하고 있었다. 툴의 밴드 리더 이언 앤더슨은 음반 25주년 기념판 인터뷰에서 "끔찍하고, 차갑고, 메아리 같은" 느낌 때문에 스튜디오에서 녹음하는 것이 매우 힘들었다고 말했다. 그 장소에는 두 개의 녹음 스튜디오가 있었다. 레드 제플린은 작은 스튜디오에서 일하는 반면 툴은 개조된 교회의 본체인 더 큰 스튜디오에서 일했다. 이 오케스트라 부문은 1968년 《This Was》 이후 이 밴드와 함께 일했던 디 파머에 의해 편곡되었고 나중에 키보디스트로 합류하게 되었다. 마스터 릴은 1971년 3월 2일 애플 스튜디오에서 조립되었다. 《Aqualung》은 가족을 꾸리기 위해 녹음한 직후 은퇴했기 때문에 클라이브 벙커를 밴드에 포함시킨 제쓰로 툴의 마지막 음반이 될 것이다.

## 음악 스타일
이 음반에 수록된 곡들은 포크, 블루스, 사이키델리아, 그리고 하드 록의 요소들을 포함한 다양한 음악 장르를 포함한다. 올뮤직은 〈Locomotive Breath〉, 〈Hymn 43〉, 〈Wind Up〉과 같은 곡들의 "리프 헤비" 특성이 음반 발매 이후 밴드의 성공 증가의 한 요인으로 간주되며, 제쓰로 툴은 "주요 무대 공연"이자 "FM 라디오의 혼합물"이 되었다. 제쓰로 툴의 이전 음반에서 스타일적으로 벗어나 《Aqualung》의 노래 중 많은 부분이 어쿠스틱하다. 〈Cheap Day Return〉, 〈Wond'ring Aloud〉, 〈Slipstream〉은 짧고 완전히 어쿠스틱한 "브릿지"이며, 〈Mother Goose〉 또한 대부분 어쿠스틱이다. 앤더슨은 이 음반을 쓴 것에 대한 주된 영감은 로이 하퍼와 버트 얀쉬였다고 주장한다.

## 커버 아트
이 음반의 오리지널 커버 아트는 버튼 실버먼에 의해 허름한 옷을 입은 긴 머리의 턱수염을 기른 남자의 수채화 초상화를 특징으로 한다. 커버에 대한 아이디어는 앤더슨의 부인이 템스 둑에서 노숙자를 찍은 사진에서 나왔고, 앤더슨은 나중에 그림을 의뢰하는 것보다 사진을 사용하는 것이 더 나았을 것이라고 생각했다. 이언 앤더슨은 이 그림이 자화상이었다고 주장하지만, 사진을 찍기 위해 포즈를 취했던 것을 회상한다.
이 작품은 1971년 크리설리스 레코드 대표 테리 엘리스에 의해 의뢰되어 구입되었다. 실버먼은 그 그림에 대해 1,500달러의 균일 수수료를 받았다. 서면 계약서가 없었다. 이 예술가는 이 예술 작품이 음반 커버용으로만 사용 허가된 것이지 판매를 위한 것이 아니라고 말한다. 그는 티셔츠나 커피 머그잔에 인쇄하는 것과 같은 추가 용도에 대한 보상을 받으려고 밴드에 접근했다.
앞면 커버와 뒷면 커버의 오리지널 삽화가 모두 없다. 그들은 분명히 런던 호텔 방이나 아마도 강도사건 중에 크리설리스의 사무실에서 도난 당한 것 같다. 내부 게이트폴드 그림의 오리지널 삽화는 강도 사건 동안 찍히지 않았고 테리 엘리스가 소장하고 있다.

## 발매
1971년 4월, 《Aqualung》은 영국 음반 차트에서 4위로 정점을 찍었고, 1996년 CD 버전이 발매되었을 때 52위에 올랐다. 이 곡은 《빌보드》 북미 팝 음반 차트에서 7위로 정점을 찍었고 싱글 〈Hymn 43〉은 빌보드 핫 100 차트에서 91위를 기록했다.  이 음반은 계속해서 7백만 장 이상이 팔릴 것이며, 이 밴드의 가장 많이 팔린 음반이다. 《Aqualung》은 쿼드러포닉 사운드로 발매된 제쓰로 툴의 두 음반 중 하나이며, 다른 하나는 《War Child》 (1974년)이다. 조금 더 높은 키에 있는 〈Wind Up〉의 4중주 버전은 〈Wind Up (quad version)〉이라는 음반의 이후 재발행 CD에 포함되어 있다.
싱글 〈Hymn 43〉은 1971년 8월 14일에 발매되었고 빌보드 핫 100 차트에서 91위에 올라 2주를 보냈다. 이 노래는 미국에서 밴드의 첫 번째 싱글 차트였다. 이 곡은 나중에 비디오 게임 《록 밴드 2》에 다운로드 가능한 콘텐츠로 포함되었으며, 이 콘텐츠는 음반의 타이틀곡도 포함하고 있다.

## 곡 목록
모든 곡들은 특별한 언급이 없는 한 이언 앤더슨에 의해 작사/작곡하였다.
| #  | 제목                 | 작사·작곡                | 재생 시간 |
| -- | -------------------- | ------------------------ | --------- |
| 1. | 〈Aqualung〉         | 이언 앤더슨, 제니 앤더슨 | 6:34      |
| 2. | 〈Cross-Eyed Mary〉  |                          | 4:06      |
| 3. | 〈Cheap Day Return〉 |                          | 1:21      |
| 4. | 〈Mother Goose〉     |                          | 3:51      |
| 5. | 〈Wond'ring Aloud〉  |                          | 1:53      |
| 6. | 〈Up to Me〉         |                          | 3:15      |

| #  | 제목                  | 재생 시간 |
| -- | --------------------- | --------- |
| 1. | 〈My God〉            | 7:08      |
| 2. | 〈Hymn 43〉           | 3:14      |
| 3. | 〈Slipstream〉        | 1:13      |
| 4. | 〈Locomotive Breath〉 | 4:23      |
| 5. | 〈Wind-Up〉           | 6:01      |